# Asphondylia fabalis
Asphondylia fabalis är en tvåvingeart som beskrevs av Gagne 1990. Asphondylia fabalis ingår i släktet Asphondylia och familjen gallmyggor. Inga underarter finns listade i Catalogue of Life.